# Drum național 6B
Der Drum național 6B (rumänisch für „Nationalstraße 6B“, kurz DN6B) ist eine Hauptstraße in Rumänien.

## Verlauf
Die Straße zweigt in Craiova vom Drum național 6 (Europastraße 70) ab und verläuft in nördlicher Richtung über Melinești nach Hurezani, wo sie auf den Drum național 67B trifft und an diesem endet. Sie folgt dabei dem Lauf der Amaradia.
Die Länge der Straße beträgt rund 60 Kilometer.